# 林修梅

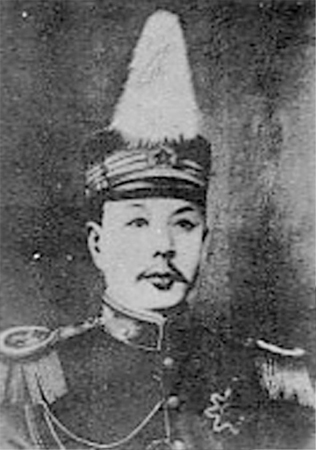

林修梅（1880年—1921年10月），名祖坤，字浴凡，今湖南省临澧县修梅镇凉水井村人，清末民初军事人物，孙中山中华民国非常大总统府代理参军长、陆军上将。

## 生平
1903年，林修梅考入湖南陆军武备学堂。 1906年，林修梅考入日本陆军士官学校，期间参加了中国同盟会。1908年归国，奉派赴四川担任新军的团长。1909年，率部开入西藏，著《治藏策》。后又著《论人类生存问题》、《社会主义之我见》等书。
1913年，林修梅参加二次革命，担任岳州要塞司令。1916年，林修梅参加护国战争，任湖南护国军司令部参谋长、湘軍第一师第二旅旅长。1917年7月，段祺瑞打败张勋，重掌北洋政府大權，8月6日，任命傅良佐为湖南督军。傅良佐到長沙后，即免去林修梅和零陵镇守使刘建藩军职（兩人均加入中国同盟会，他們的上司國民黨元老湖南省長兼督军谭延闿亦於一個月前被段祺瑞免職），二人不服，于9月18日在零陵宣布独立，控制了湘南的24个县。其後北洋軍內閧，直系軍閥吳佩孚收下的湖南地盤被皖系軍閥張敬堯佔去，吳佩孚不願皖系把勢力擴張到湖南，吳佩孚不顧皖系首領段祺瑞反對和林修梅在耒阳於1918年6月签字停战。1921年，林修梅任孙中山中华民国非常大总统府代理参军长。
1921年10月，林修梅因牙病被庸医治疗，病逝于广州中法韬美医院，享年42岁。孙中山发布大总统令，为其举行国葬。

## 家庭
- 堂弟：林伯渠